# Saurapani
Saurapani (nepalski: सौरपानी) – gaun wikas samiti w zachodniej części Nepalu w strefie Gandaki w dystrykcie Gorkha. Według nepalskiego spisu powszechnego z 2001 roku liczył on 187 gospodarstw domowych i 650 mieszkańców (341 kobiet i 309 mężczyzn).